# Liste der nigrischen Botschafter in den Vereinigten Staaten
Die Liste der nigrischen Botschafter in den Vereinigten Staaten umfasst alle Leiter der Vertretung Nigers in den Vereinigten Staaten seit der Eröffnung der Botschaft in Washington, D.C. am 17. April 1961.
| Titel                                              | Name                         | Foto | Ernennung     | Akkreditierung | Ende der Mission |
| -------------------------------------------------- | ---------------------------- | ---- | ------------- | -------------- | ---------------- |
| Außerordentlicher und bevollmächtigter Botschafter | Issoufou Saïdou Djermakoye   |      | 16. März 1961 | 17. Apr. 1961  | 4. Dez. 1962     |
| Außerordentlicher und bevollmächtigter Botschafter | Abdou Sidikou                |      | 26. Okt. 1962 | 4. Dez. 1962   | 14. Jan. 1965    |
| Außerordentlicher und bevollmächtigter Botschafter | Ary Tanimoune                |      | 8. Jan. 1965  | 14. Jan. 1965  | 1. Feb. 1966     |
| Außerordentlicher und bevollmächtigter Botschafter | Adamou Mayaki                |      | 26. Jan. 1966 | 1. Feb. 1966   | 21. Juli 1970    |
| Außerordentlicher und bevollmächtigter Botschafter | Georges Condat               |      | 1. Juli 1970  | 21. Juli 1970  | 1. Jan. 1972     |
| Chargée d’affaires ad interim                      | Monique Hadiza               |      | 1. Jan. 1972  |                | 6. März 1972     |
| Chargé d’affaires ad interim                       | Oumarou Garba Youssoufou     |      | 6. März 1972  |                | 2. Okt. 1972     |
| Außerordentlicher und bevollmächtigter Botschafter | Abdoulaye Diallo             |      | 29. Sep. 1972 | 2. Okt. 1972   | 9. Aug. 1974     |
| Chargé d’affaires ad interim                       | Moussa Dourfaye              |      | 9. Aug. 1974  |                | 4. Okt. 1974     |
| Außerordentlicher und bevollmächtigter Botschafter | Illa Salifou                 |      | 3. Sep. 1974  | 4. Okt. 1974   | 18. Nov. 1976    |
| Außerordentlicher und bevollmächtigter Botschafter | André Joseph Wright          |      | 2. Sep. 1976  | 18. Nov. 1976  | 22. Nov. 1982    |
| Außerordentlicher und bevollmächtigter Botschafter | Joseph Diatta                |      | 18. Nov. 1982 | 22. Nov. 1982  | 19. Sep. 1988    |
| Außerordentlicher und bevollmächtigter Botschafter | Adamou Moumouni Djermakoye   |      | 7. Juli 1988  | 19. Sep. 1988  | 18. Nov. 1992    |
| Außerordentlicher und bevollmächtigter Botschafter | Adamou Seydou                |      | 1. Sep. 1992  | 18. Nov. 1992  | 14. Mai 1997     |
| Außerordentlicher und bevollmächtigter Botschafter | Joseph Diatta                |      | 12. Mai 1997  | 14. Mai 1997   | 13. März 2006    |
| Außerordentliche und bevollmächtigte Botschafterin | Aminatou Maïga Touré         |      | 9. März 2006  | 13. März 2006  | 18. Jan. 2012    |
| Außerordentlicher und bevollmächtigter Botschafter | Maman Sambo Sidikou          |      | 2. Dez. 2011  | 18. Jan. 2012  | 23. Feb. 2015    |
| Außerordentliche und bevollmächtigte Botschafterin | Hassana Alidou               |      | 10. Feb. 2015 | 23. Feb. 2015  | 16. Apr. 2019    |
| Außerordentlicher und bevollmächtigter Botschafter | Abdallah Wafy                |      | 28. Dez. 2018 | 16. Apr. 2019  | 16. Dez. 2020    |
| Chargée d’affaires ad interim                      | Mahamane Bachir Fifi         |      | 16. Dez. 2020 |                | 16. Apr. 2022    |
| Außerordentlicher und bevollmächtigter Botschafter | Mamadou Kiari Liman-Tinguiri |      | 2. Dez. 2021  | 16. Apr. 2022  | 28. Okt. 2023    |